# Canon EOS 7D
Canon EOS 7D é uma câmera fotográfica DSLR produzida pela Canon e lançada no mercado em setembro de 2009.
Entre seus destaques estão a propriedade de filmar em resolução full HD e a possibilidade de disparar flashes remotos. A câmera também inaugurou a resolução de 18 megapixels nas câmeras DSLR com sensor em tamanho convencional, além de ser a primeira Canon da categoria com visor de 100% de cobertura.
Foi o projeto de câmera digital, tanto da marca Canon como Nikon que mais tempo permaneceu em produção, devido ao seu sucesso em seu segmento.
Foi substituída no  4º trimestre de 2014 pela Canon 7D Mk II.